# LP Андромеды
LP Андромеды (лат. LP Andromedae) — одиночная переменная звезда в созвездии Андромеды на расстоянии (вычисленном из значения параллакса) приблизительно 1305 световых лет (около 400 парсеков) от Солнца. Видимая звёздная величина звезды — от +3,7 до +1,8m.

## Характеристики
LP Андромеды — красный гигант, углеродная пульсирующая переменная звезда, мирида (M) спектрального класса C8,3,5e или M8. Масса — около 0,8 солнечной, радиус — в среднем около 380 солнечных, светимость — в среднем около 9550 солнечных. Эффективная температура — в среднем около 2725 K.